# Protéine ribosomique

Ribosome avec acides aminés mis en couleurs

Une protéine ribosomique est une protéine qui, en s'associant à de l'ARN ribosomique et d'autres protéines ribosomiques forme les deux sous-unités du ribosome et permet ainsi la traduction des gènes codés sur les ARN messagers.
Le ribosome est formé par un grand nombre de protéines. Celui d'E. Coli en contient 54 (22 dans la petite sous-unité et 34 dans la grande).

## Nomenclature
Les protéines ribosomiques sont désignées par une lettre et d'un ou deux chiffres. La lettre correspond à la sous-unité à laquelle elle appartient (S=Small pour la petite sous-unité et L=Large pour la grande sous-unité.

## Protéines ribosomiques d'E. Coli
Le ribosome d'E. Coli contient 54 protéines. Elles sont numérotées de S1 à S22 et L1 à L34. Elles sont toutes différentes à quelques exceptions près :
- Les protéines S20 et L26 sont la même protéine, présente dans les deux sous-unités
- L7 et L12 sont deux formes (méthylée et acétylée) de la même protéine
- L8 est en fait un complexe de L7/L12 et L10

La protéine L31 existe sous deux formes distinctes : une forme courte (7 kDa) et une forme plus longue de 8 acides aminés en C-terminal (poids : 7,9 kDa )
Ces protéines pèsent entre 4,4 et 29,7 kDa à l'exception de S1 (61,2 kDa)